# Tanarctus longisetosus
Tanarctus longisetosus är en djurart som tillhör fylumet trögkrypare, och som beskrevs av Grimaldi de Zio, D'Addabbo Gallo, Morone De Lucia, Vaccarella och Grimaldi 1982. Tanarctus longisetosus ingår i släktet Tanarctus och familjen Halechiniscidae. Inga underarter finns listade i Catalogue of Life.